# Terry Alcock
Terrence Alcock, più conosciuto con il diminutivo Terry Alcock (Hanley, 9 dicembre 1946) è un ex calciatore inglese, di ruolo difensore.

## Caratteristiche tecniche
Nei primi anni di giovanili giocava come portiere, anche se poi, già durante le giovanili stesse, divenne un giocatore di movimento, venendo impiegato come difensore centrale.

## Carriera
Esordisce tra i professionisti all'età di 17 anni nella stagione 1963-1964 con il Port Vale, club della terza divisione inglese; dopo una prima stagione da sole 2 presenze, già nella stagione 1964-1965, appena maggiorenne, diventa titolare, ruolo che mantiene anche dal 1965 al 1967, biennio che trascorre in quarta divisione sempre con i Valiants.
Nell'estate del 1967 passa per 30000 sterline al Blackpool allenato da Stan Mortensen, militante in seconda divisione; gioca per tre stagioni consecutive in questa categoria, totalizzandovi rispettivamente 6, 15 e 9 presenze; nella stagione 1971-1972, giocata in prima divisione e conclusa con un'immediata retrocessione in seconda divisione dopo la promozione dell'anno precedente, gioca invece 21 partite in questa categoria. Tra il 1971 ed il 1972 gioca inoltre numerose partite in Coppa Anglo-Italiana, torneo che vince nell'edizione 1971 e di cui raggiunge (e perde) la finale nell'edizione successiva. All'inizio della stagione 1971-1972 trascorre inoltre un breve periodo in prestito al Bury, con cui realizza una rete in 6 presenze in quarta divisione; terminato il prestito, conclude l'annata con ulteriori 24 presenze in seconda divisione con il Blackpool.
Continua a giocare in seconda divisione con i Tangerines per le successive quattro stagioni, le prime due da titolare (nella stagione 1973-1974 realizza tra l'altro anche 12 reti) e le ultime due con un ruolo minore ma comunque non marginale (23 e 24 presenze rispettivamente). Trascorre poi la stagione 1976-1977 dividendosi tra un prestito al Blackburn (3 presenze ed una rete in seconda divisione) ed il Port Vale, con cui gioca una partita in terza divisione per poi passare in prestito ai Portland Timbers, con cui segna 2 gol in 7 presenze nella NASL; torna poi al Port Vale, con cui nei primi mesi della stagione 1977-1978 gioca ulteriori 3 presenze in terza divisione. Conclude infine la stagione 1977-1978 all'Halifax Town, club di quarta divisione, con cui mette a segno 2 reti in 14 presenze. Si ritira definitivamente solo un anno più tardi, all'età di 33 anni, dopo un'ultima stagione trascorsa nei semiprofessionisti del Lancaster City, in Northern Premier League.

## Palmarès

### Club

#### Competizioni internazionali
- Coppa Anglo-Italiana: 1

Blackpool: 1971